# 筑後吉井

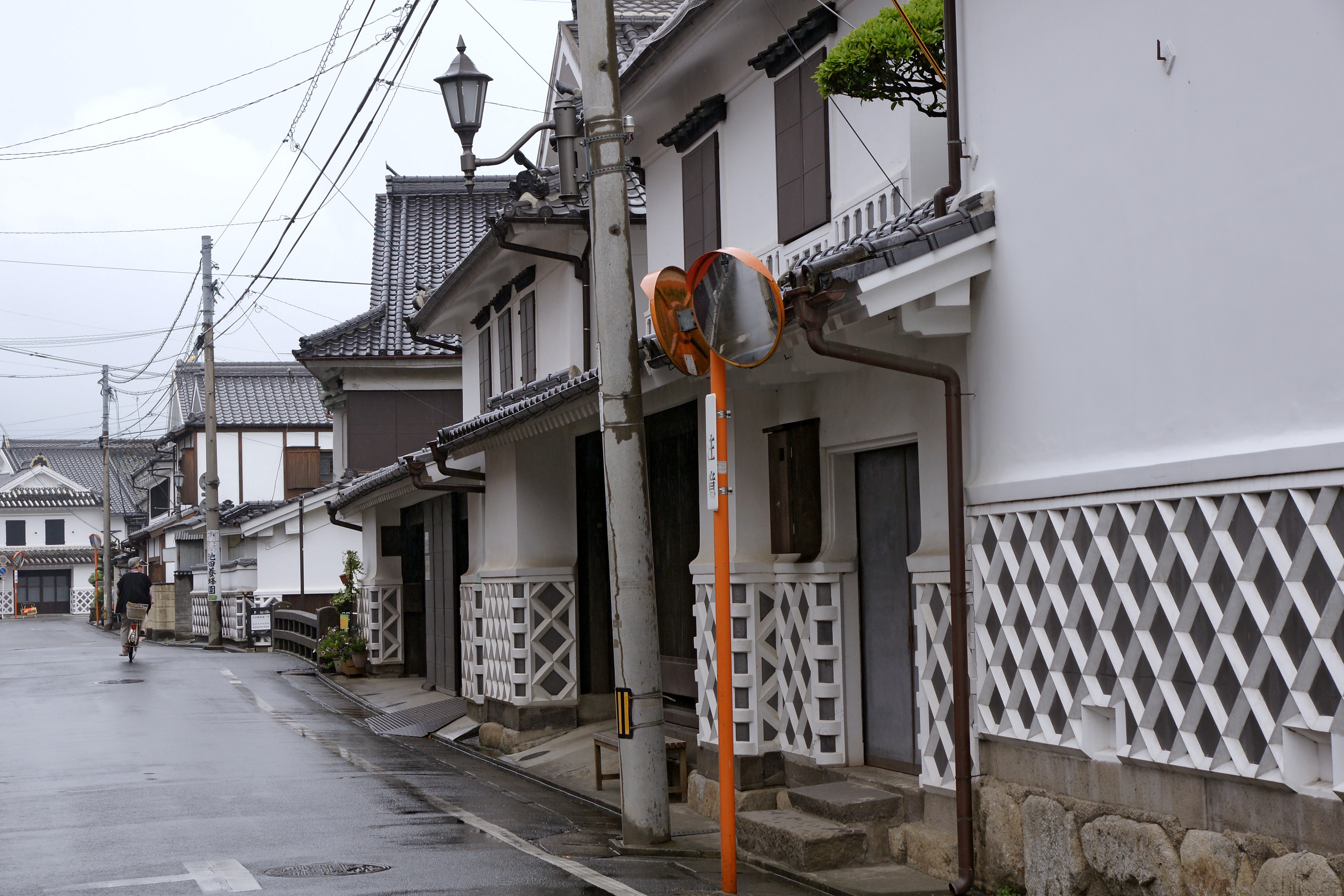
白壁通り

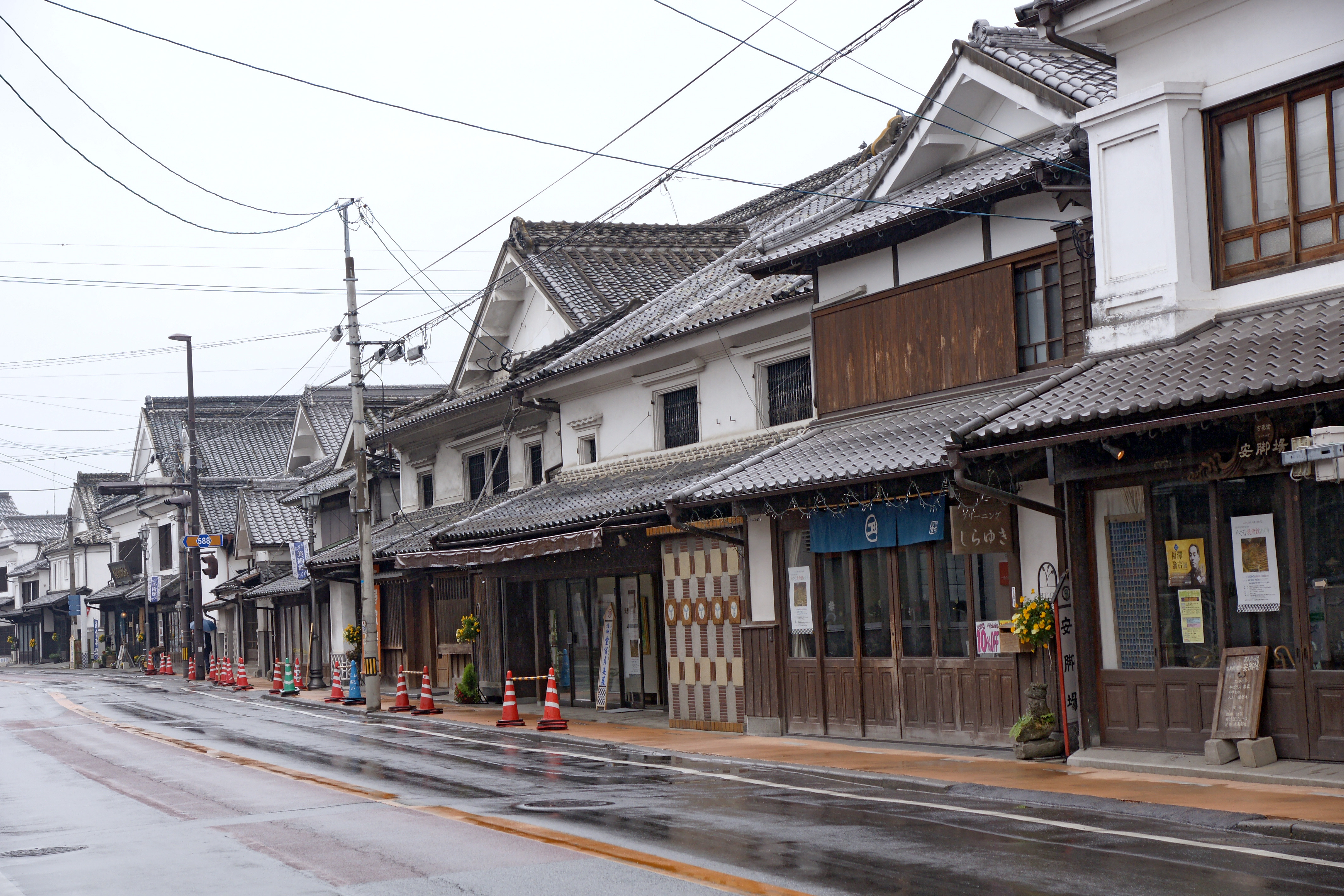
国道210号沿いの町並み

筑後吉井（ちくごよしい）は、福岡県うきは市の旧吉井町にある伝統的建造物群保存地区。白壁土蔵造りの街並みで知られる。1996年に「吉井町筑後吉井伝統的建造物群保存地区」の名称で国の重要伝統的建造物群保存地区として選定された（保存地区名は2005年に「うきは市筑後吉井伝統的建造物群保存地区」に改称）。三度の大火に襲われたことから、耐火性が高い土蔵の商家が明治時代に建てられ、現代も162軒が保存物件に指定されている。空き家もあるが、地元住民や街並みを見に訪れる観光客向けに、Uターンした出身者や移住者らによる店舗への改装が相次いでいる。

## 歴史
江戸時代に久留米城の城下町と、天領である日田を結ぶ旧豊後街道沿いの宿場町として発展を始めた。1664年（寛文4年）に大石水道と長野水道が開削され、吉井の周辺は一大穀倉地帯となる。その後も行われた水利事業によって吉井にも南新川、災除川、美津留川といった用水が引き込まれ、筑後川中流への水運を得たことで商品作物の集散地となった。
江戸時代末期からは次第に酒、油、櫨蝋等の商品作物を加工する産業が集積されて、在郷町として繁栄した。また、金融活動にも積極的に乗り出し「吉井銀（よしいがね）」とも称された 。
莫大な富を得た吉井の商人たちは明治2年の大火を契機にその資力を誇示するがごとく「居蔵屋」と称される贅をつくした蔵造りの商家を建て、最盛期の大正時代には新町や蛭子町にこの「居蔵屋」が立ち並ぶようになった。昭和初期の戦時体制と第二次世界大戦後の農地改革等によって経済活動は減衰し、地域経済の拠点性は低下した。産業構造・産業基盤の変化により居蔵屋など大邸宅の町屋は減少していった。
1984年頃より、官民一体となって在郷町に現存する町屋の保存と修景が開始された。1996年に重要伝統的建造物群保存地区として選定され、現在に至る。

## 鏡田屋敷と伝統建築
鏡田屋敷は1863年（文久3年）に建造された、筑後吉井に江戸時代から現存する唯一の建物である。1893年（明治26年）に郡の官舎として一部が改装され、今日に至っている。典型的な屋敷型の居蔵屋であり、敷地沿って巡らされた水路から敷地内に用水が引き込まれ、庭を確保するために建物は東西に短冊状に建てられている。玄関から建物まで直線的にアプローチできないことも居蔵屋の特徴の一つで、鏡田屋敷は井戸や洗い場が玄関脇にある点がユニークである。
吉井の伝統建築の様式は、1階に切妻面を、2階に庇を設けるところである。正面のファサードは、なまこ壁や漆喰などの防火対策で固めたもの、漆喰部分を減らし開口部に格子をはめた開放的なもの、2階の柱に漆喰を塗らない真壁造りのものの3つのパターンがある。

## 施設
- 居蔵の館（旧松田家住宅）
- 鏡田屋敷（旧籠田家住宅）
- うきは市吉井観光会館「土蔵」
- 素盞嗚神社（東光寺跡）
- 歴史民俗資料館
- 屋部地蔵公園

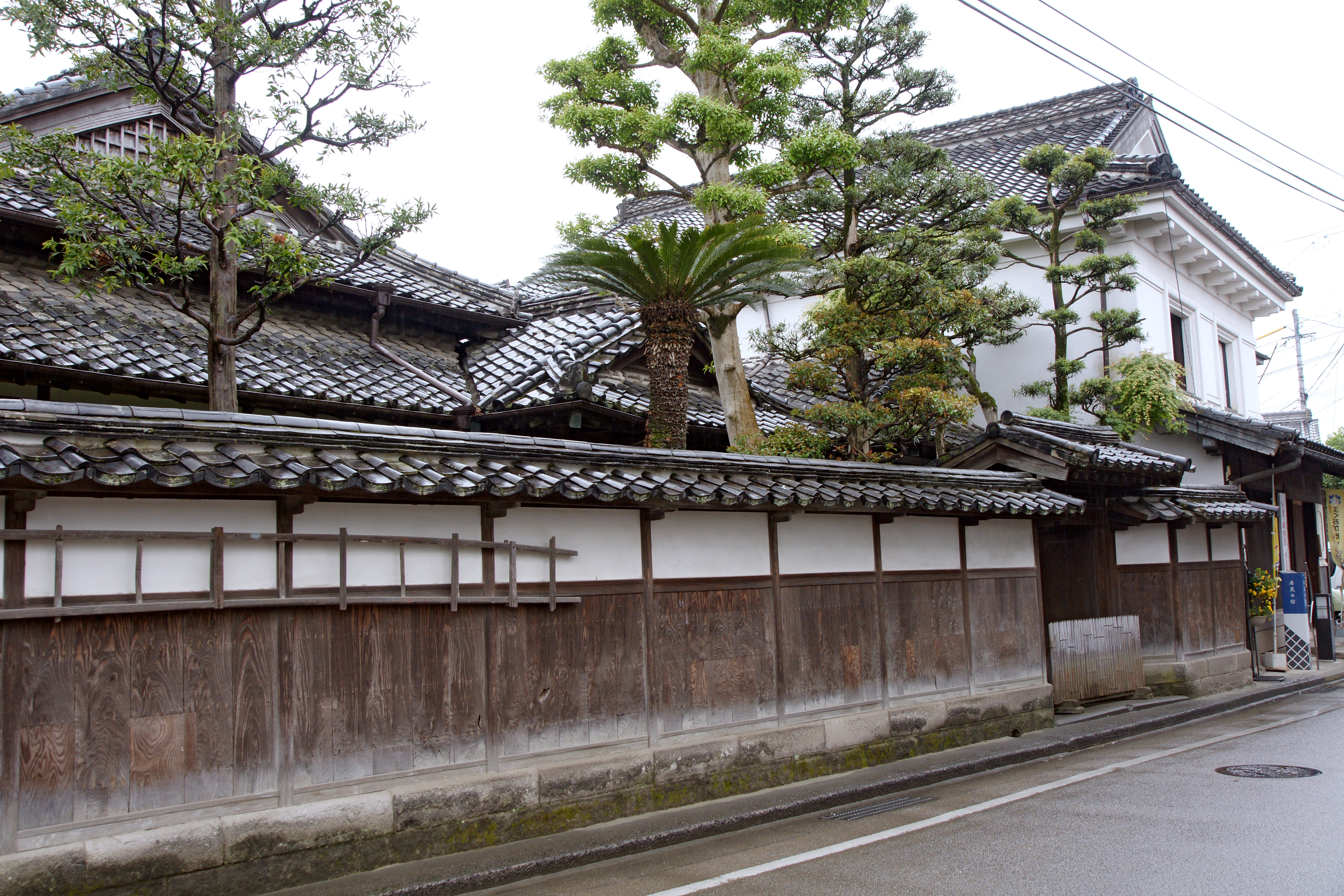
居蔵の館
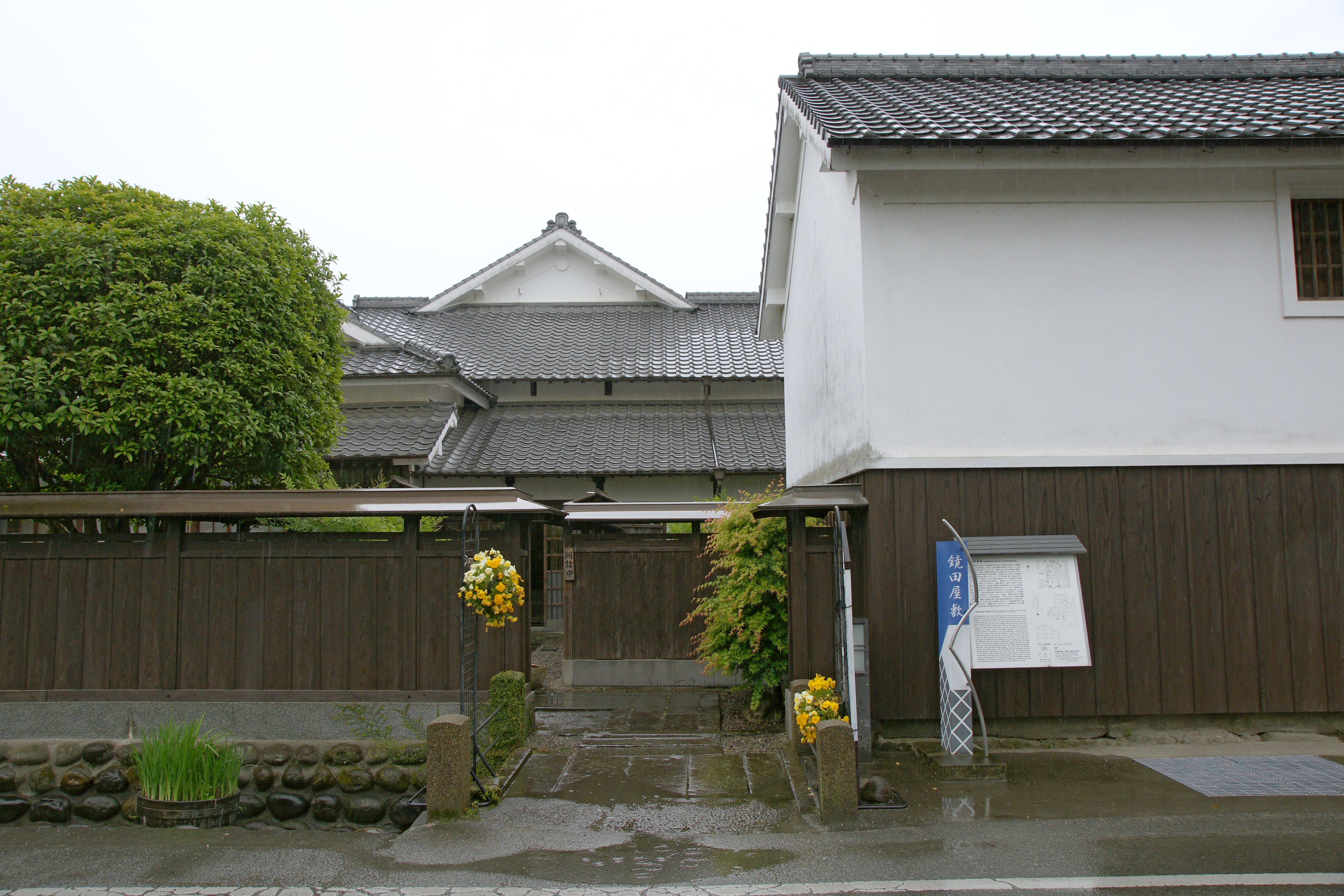
鏡田屋敷
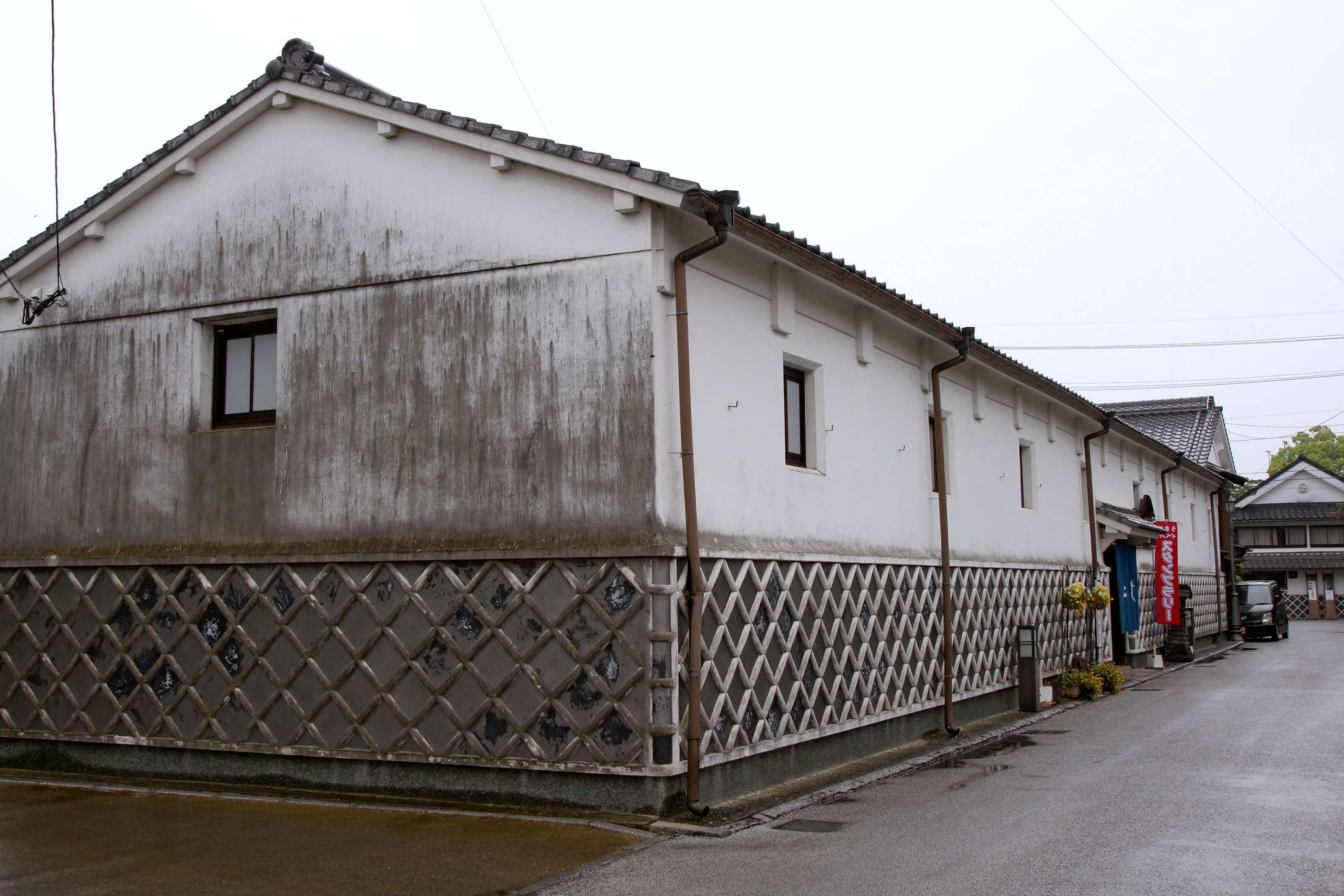
うきは市吉井観光会館「土蔵」
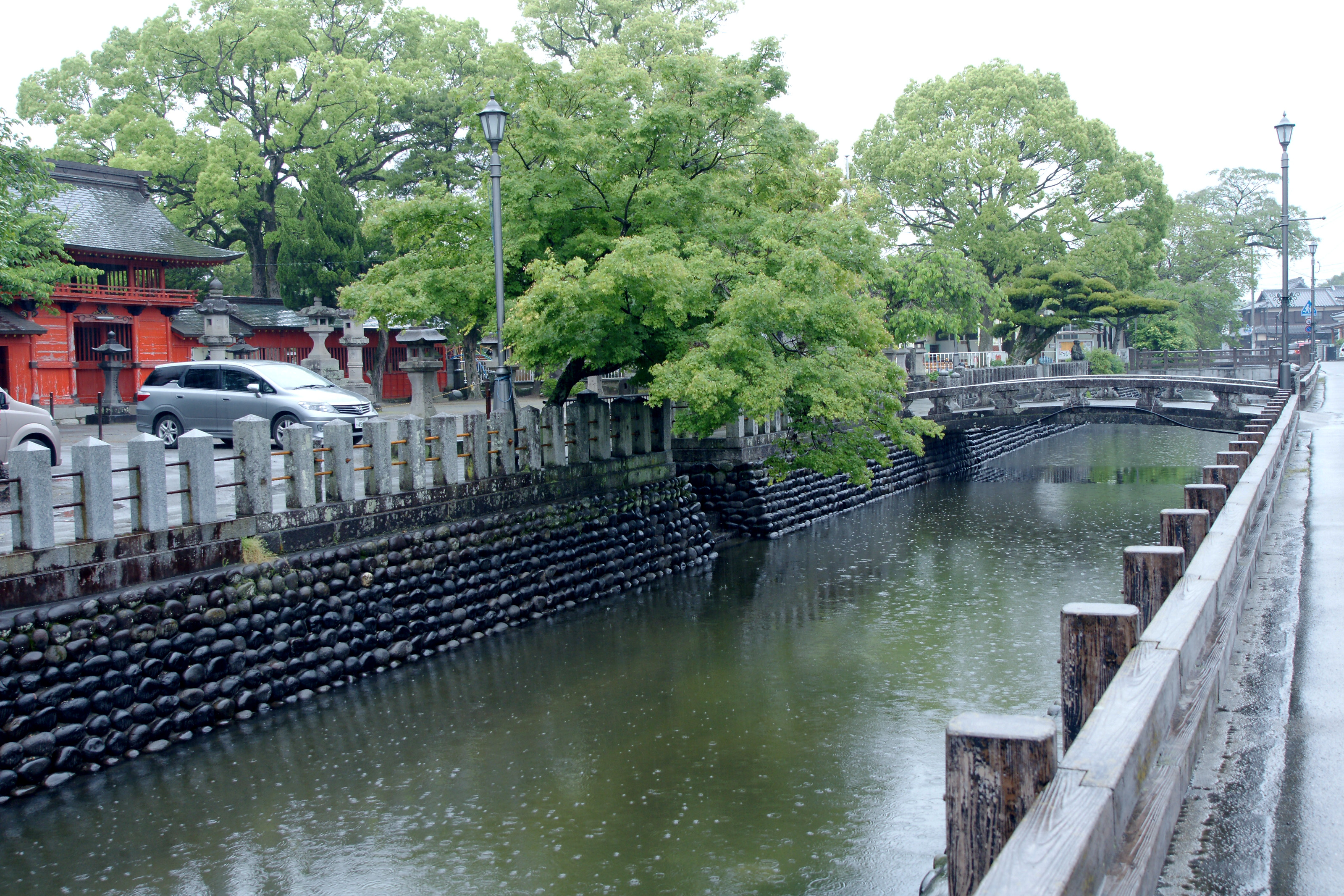
素盞嗚神社（東光寺跡）
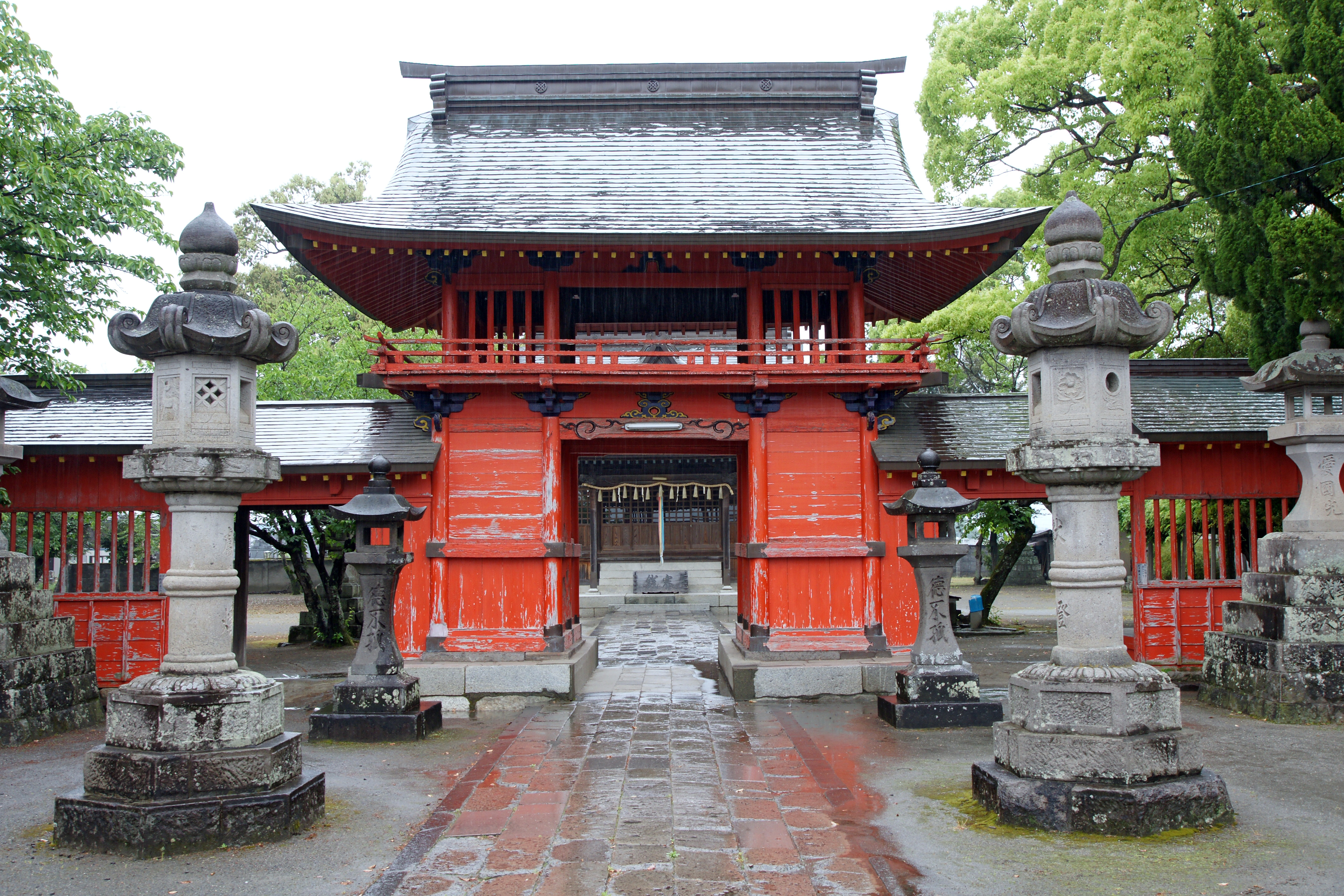
素盞嗚神社
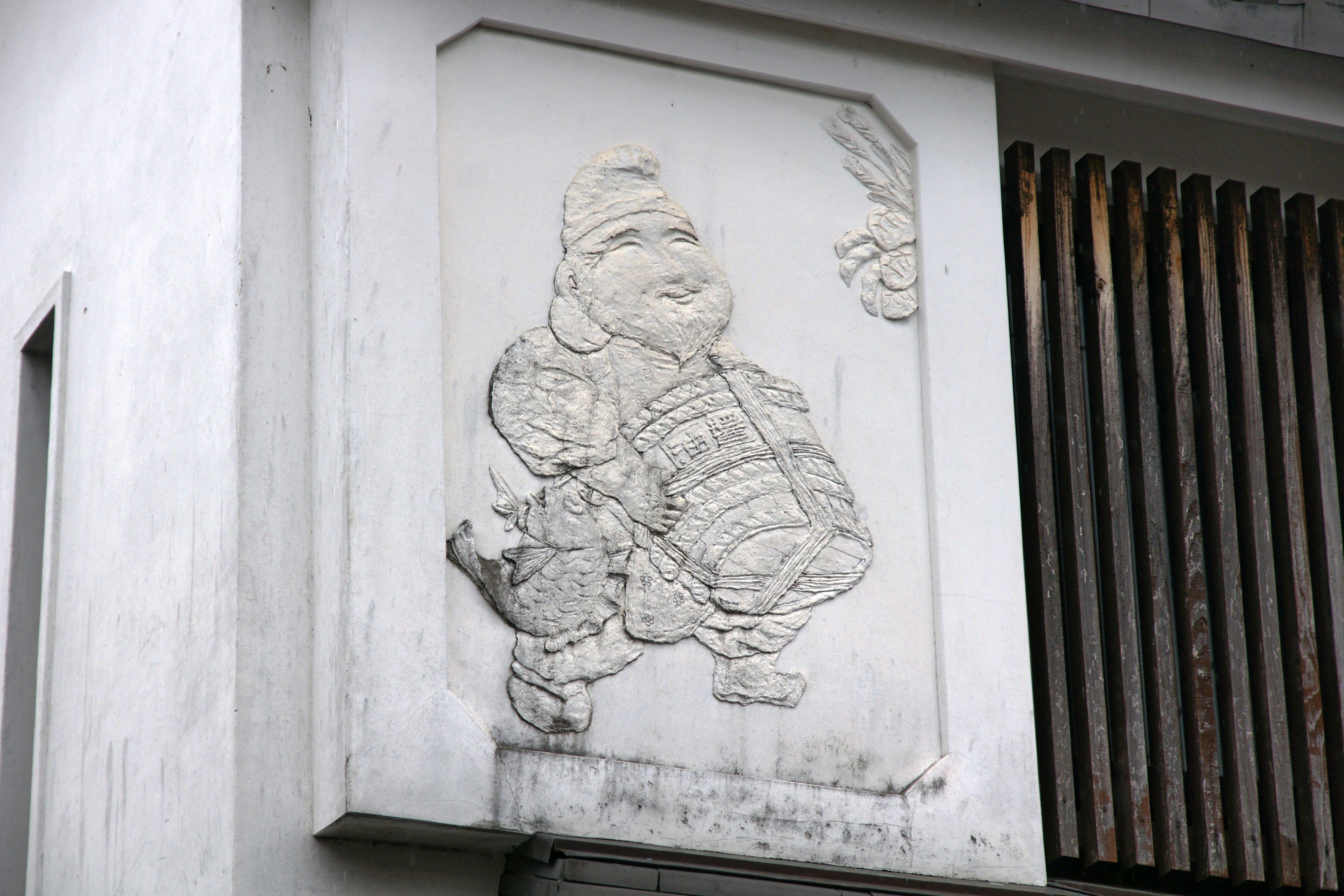
鏝絵
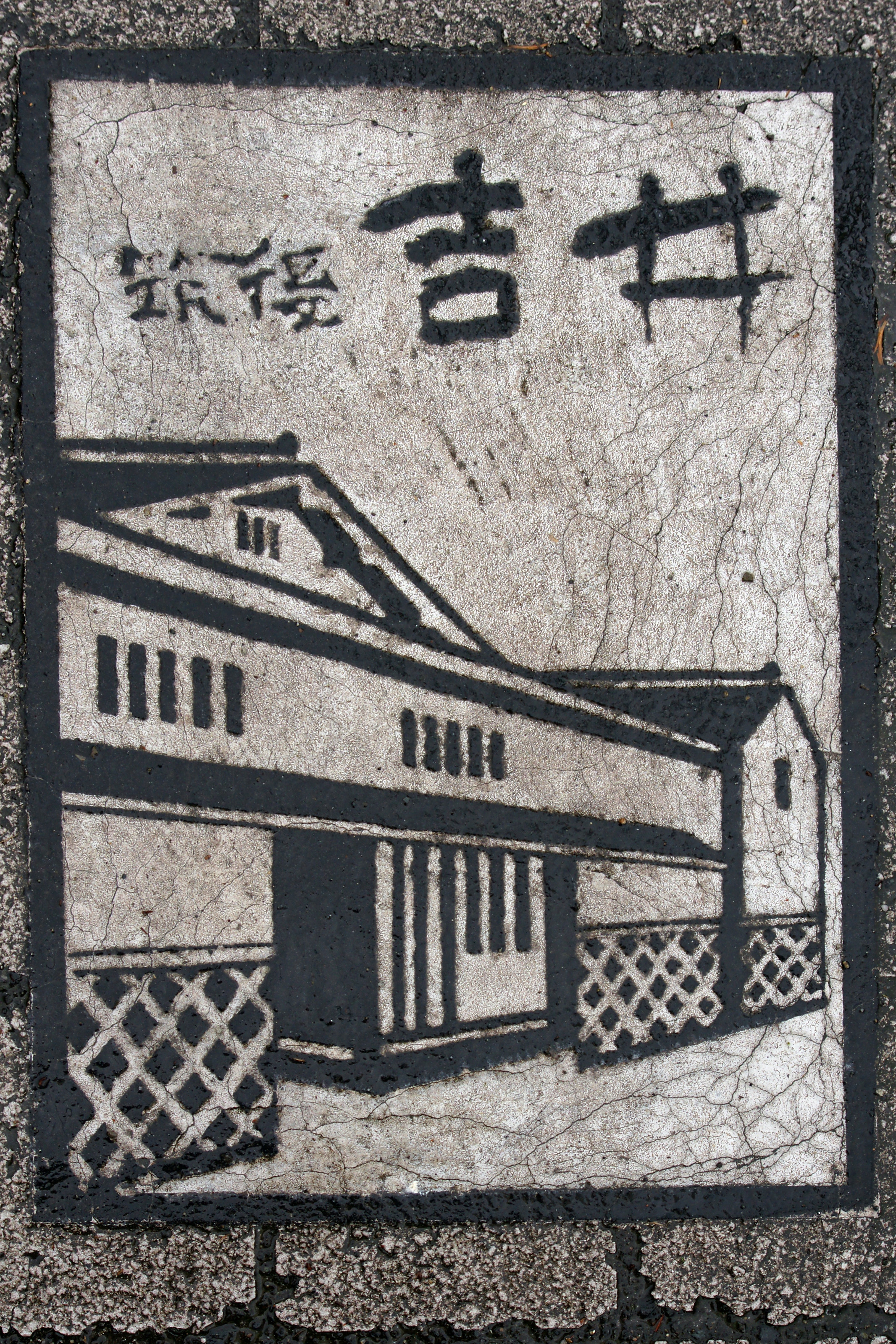
歩道のタイル

## イベント
- 筑後吉井の小さな美術館めぐり
- 筑後吉井おひなさまめぐり

## 重要伝統的建造物群保存地区データ
- 名称 - うきは市筑後吉井伝統的建造物群保存地区
- 所在地 - 福岡県うきは市吉井町、吉井町若宮
- 種別 - 在郷町
- 選定年月日 - 平成8年12月10日
- 面積 - 20.7ha

## 近隣
- 金子文夫資料展示館 - 吉井の河童伝説に関する展示など。
- 菊竹六皷記念館

## 交通
- JR久大本線筑後吉井駅より徒歩10分。
- マイカーや観光バスは、大分自動車道朝倉インターチェンジから約7km。